# Sifan Hassan
Pour les articles homonymes, voir Hassan.
Sifan Hassan, née le 1er janvier 1993 à Adama (Éthiopie) est une athlète éthiopienne, naturalisée néerlandaise en 2013. Elle est spécialiste des courses de demi-fond et de fond.
Double championne olympique sur le 5 000 m et le 10 000 m en 2021 à Tokyo et double championne du monde sur 1 500 m et 10 000 m en 2019 à Doha, elle détient le record du monde du mile (4 min 12 s 33), du 5 km sur route (14 min 44 s) et de la course de l'heure (18,930 km). En 2024, aux Jeux olympiques d'été à Paris, elle monte sur le podium à trois reprises et est championne olympique du marathon. Elle rapporte donc trois médailles, dont une médaille d'or, aux Pays-Bas.

## Biographie
Sifan Hassan se révèle en 2013 en remportant le 1 500 m du meeting d'Heusden-Zolder. Elle se classe ensuite 2e du meeting Athletissima (4 min 3 s 73, record personnel), puis 3e du 3 000 m du DN Galan en battant de nouveau son record personnel en 8 min 32 s 53.
Sifan Hassan obtient la nationalité néerlandaise en novembre 2013. Elle est arrivée aux Pays-Bas en 2008 en tant que réfugiée.
En décembre 2013, Sifan Hassan concourt sous les couleurs des Pays-Bas à l'occasion des championnats d'Europe de cross-country, à Belgrade en Serbie. Engagée dans la catégorie espoir, elle remporte son premier titre international en 19 min 40 s, devant la Serbe Amela Terzić et la Britannique Charlotte Purdue.

### Championne d'Europe du 1 500 m (2014)

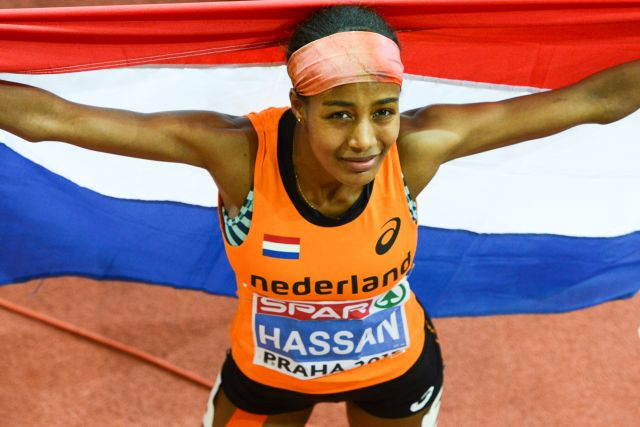
Sifan Hassan célébrant son titre à Prague en 2015.

Sifan Hassan participe en mars 2014 aux championnats du monde en salle de Sopot, en Pologne, et se classe 5e de l'épreuve du 3 000 m en 9 min 3 s 22. En mai 2014, lors du meeting de Shanghai, Sifan Hassan termine 3e du 1 500 m en améliorant le record des Pays-Bas vieux de 26 ans, en 4 min 1 s 19. Le 31 mai, elle descend pour la première fois sous les 4 minutes en réalisant 3 min 59 s 38 lors du meeting Prefontaine d'Eugene.
Aux Championnats d'Europe par équipes, à Brunswick, elle remporte l'épreuve du 3 000 m. Début juillet, lors du meeting Areva, Sifan Hassan porte le record national du 1 500 m à 3 min 57 s 00, signant la meilleure performance mondiale de l'année. Sélectionnée fin juillet pour les championnats d'Europe de Zurich, elle remporte la médaille d'or du 1 500 m, en devançant la Suédoise Abeba Aregawi, et se classe par ailleurs 2e du 5 000 m, derrière la Suédoise Meraf Bahta.
Début 2015, Sifan Hassan améliore le record national du 1 500 m en salle en courant successivement en 4 min 2 s 57 le 31 janvier à Karlsruhe, puis 4 min 0 s 46 le 19 février à Stockholm, avant de remporter les Championnats d'Europe en salle de Prague.
En plein air, elle bat le record des Pays-Bas du 1 000 m avec 2 min 34 s 68, le meilleur temps de l'année sur cette distance. Sur 1 500 m, elle termine 2e du meeting Golden Gala 2015 de Rome en 3 min 59 s 68, battue par l'Américaine Jenny Simpson. Après avoir remporté deux victoires, à Birmingham et à Lausanne, elle porte son record à 3 min 56 s 05 au meeting Herculis de Monaco. Elle n'est cependant que deuxième, l'Éthiopienne Genzebe Dibaba battant le record du monde dans cette même course. Elle décroche la médaille de bronze aux Championnats du monde de Pékin, derrière Dibaba et la Kényane Faith Kipyegon. En fin de saison, elle améliore un autre record national d'Elly van Hulst, celui du mile, à l'occasion du mémorial Van Damme de Bruxelles.

### Championne du monde en salle (2016)

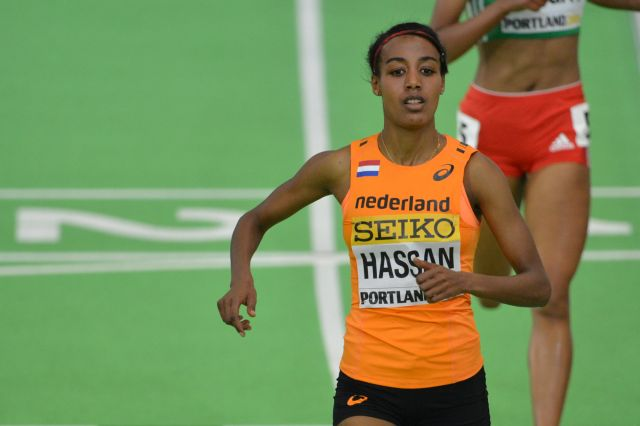
Hassan lors des championnats du monde en salle 2016.

Le 19 mars 2016, Hassan est sacrée championne du monde en salle lors des championnats du monde en salle de Portland sur 1 500 m en 4 min 04 s 96. Elle devance les Éthiopiennes Dawit Seyaum (4 min 05 s 30) et Gudaf Tsegay (4 min 05 s 71). Le 10 juillet, la Néerlandaise est privée d'un 3e titre continental consécutif en étant battue aux Championnats d'Europe d'Amsterdam par la Polonaise Angelika Cichocka.
En 2017, elle termine cinquième des Championnats du monde de Londres sur 1 500 mètres puis décroche la médaille de bronze sur 5 000 m.
Le 1er mars 2018, Sifan Hassan devient à Birmingham vice-championne du monde en salle du 3 000 m en 8 min 45 s 68, son meilleur temps de la saison. La médaille d'or revient à sa rivale Genzebe Dibaba, double tenante du titre, vainqueure de 8 min 45 s 05. Sur 1 500 m, elle décroche la médaille de bronze en 4 min 07 s 26, derrière Genzebe Dibaba (4 min 05 s 27) et Laura Muir (4 min 06 s 23).

### Championne d'Europe du 5 000 m (2018)

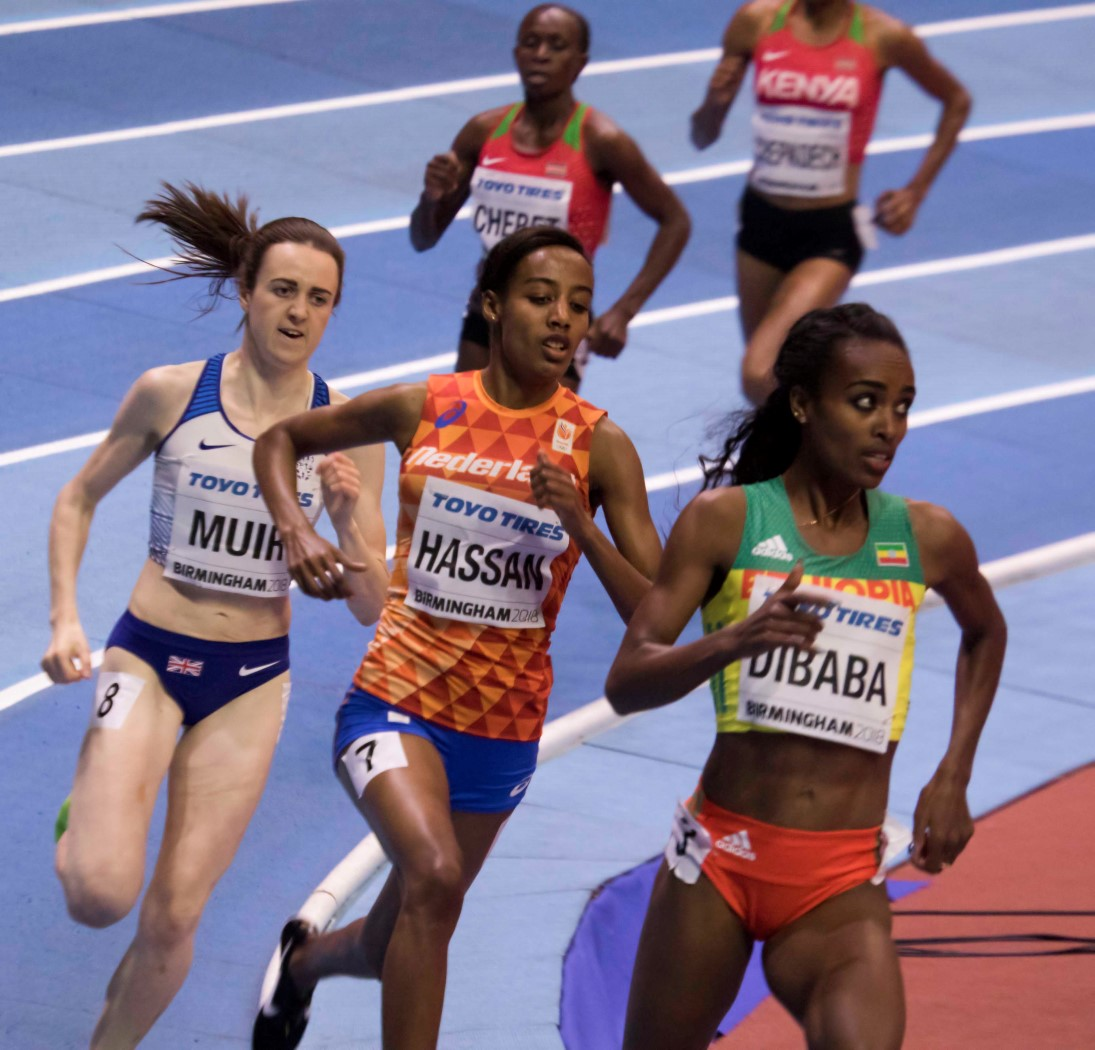
Sifan Hassan (centre) en finale des championnats du monde en salle 2018, avec Laura Muir (arrière-plan) et Genzebe Dibaba (premier plan).

Le 13 juillet 2018, lors du Meeting international Mohammed-VI de Rabat, Sifan Hassan bat le record d'Europe du 5 000 m en 14 min 22 s 34. Neuf jours plus tard, elle remporte le mile du meeting de Londres en 4 min 14 s 71, devenant ainsi la troisième meilleure performeuse mondiale de l'histoire,.
Le 12 août 2018, Sifan Hassan remporte le titre du 5 000 m aux championnats d'Europe de Berlin en 14 min 46 s 12, nouveau record des championnats. Médaillée d'argent sur cette distance en 2014, elle remporte son second titre européen en plein air, et devance sur le podium Eilish McColgan et Yasemin Can.
Lors du semi-marathon de Copenhague le 16 septembre 2018, elle bat de plus d'une minute le record d'Europe de la distance, en 1 h 5 min 15 s, à seulement 24 s du record du monde.

### Doublé 1 500 m / 10 000 m aux championnats du monde (2019)

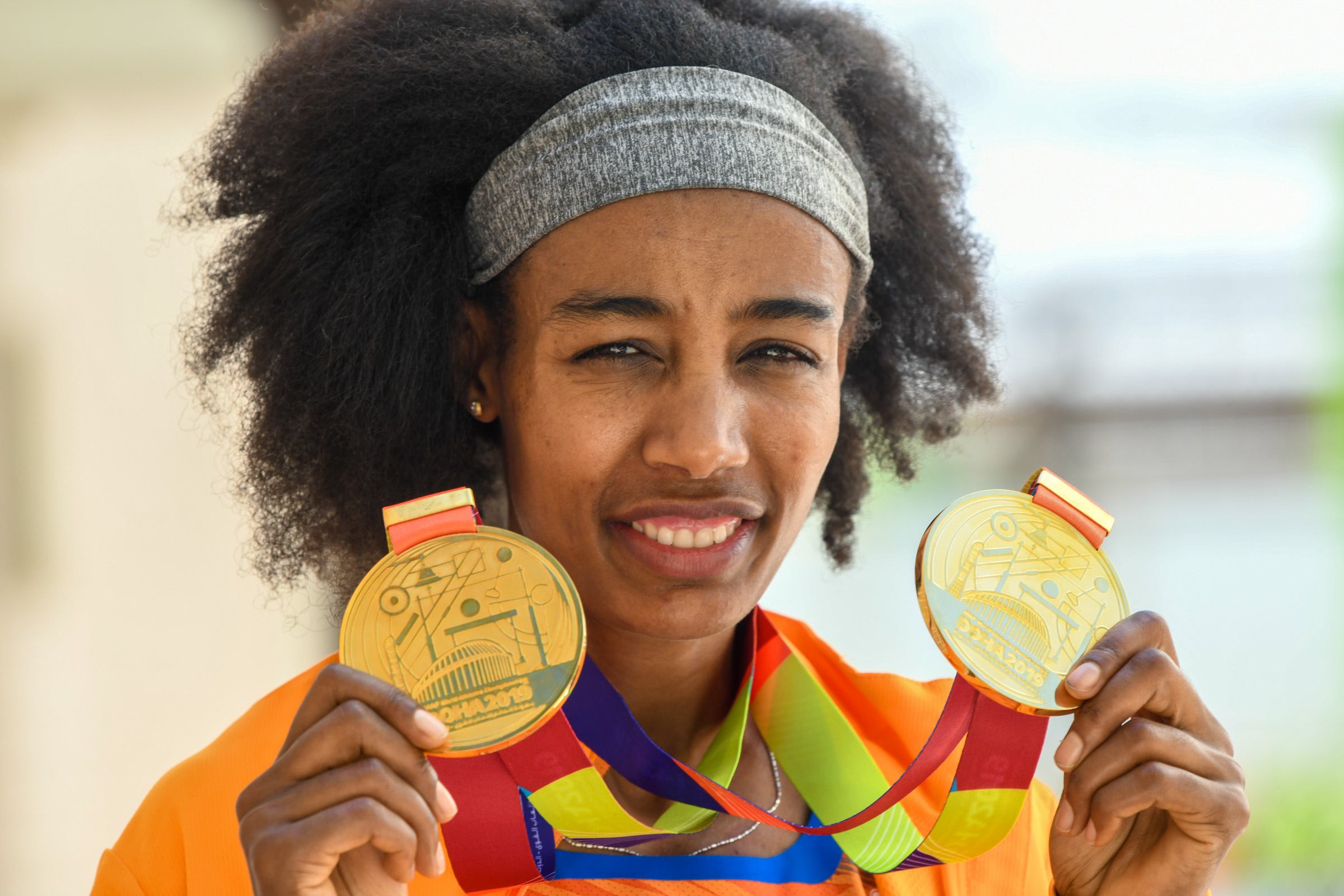
Sifan Hassan remporte deux médailles d'or aux championnats du monde 2019.

Le 17 février 2019, elle bat le record du monde du 5 kilomètres en 14 min 44 s à Monaco. Le 12 juillet 2019, lors du mile mis en place en hommage à Gabriele Grunewald par le Meeting Herculis de Monaco, Sifan Hassan bat le record du monde de la distance, couvrant l'épreuve en 4 min 12 s 33, soit 23 centièmes de mieux que l'ancienne marque détenue depuis 1996 par la Russe Svetlana Masterkova.
Le 28 septembre 2019, aux championnats du monde de Doha, elle remporte le titre mondial sur 10 000 m en 30 min 17 s 62, améliorant son record de plus d'1 minute. Un exploit noirci par la suspension de son coach (Alberto Salazar) quatre ans par l'Agence antidopage américaine.
Le 10 octobre 2020, Sifan Hassan établit un nouveau record d'Europe du 10 000 mètres en 29 min 36 s 67 à Hengelo, améliorant, dans des conditions météorologiques difficiles, son record personnel de plus de 40 secondes. Elle bat finalement le record du monde de la distance le 6 juin 2021 au même endroit, avec le temps de 29 min 06 s 82, à 20,6 km/h de moyenne. La Néerlandaise améliore de plus de 10 secondes l'ancien record mondial détenu depuis 2016 par l'Ethiopienne Almaz Ayana (29 min 17 s 45). Ce record ne tient cependant que deux jours, puisqu'il est battu sur la même piste le 8 juin par L'Éthiopienne Letesenbet Gidey, la dauphine de Hassan sur 10 000 m aux Mondiaux de 2019, qui parcourt la distance en 29 min 01 s 03.

### Doublé 5 000 m / 10 000 m aux Jeux olympiques (2021)
En 2021, Sifan Hassan remporte le 5 000 mètres des Jeux olympiques de Tokyo en 14 min 36 s 79 et devance sur le podium la Kényane Hellen Obiri et l'Éthiopienne Gudaf Tsegay. Quelques jours plus tard, elle s'impose sur le 10 000 mètres en 29 min 55 s 32, devançant la Bahreïnie Kalkidan Gezahegne l'Ethiopienne Letesenbet Gidey. Elle échoue dans sa tentative de réussir un triplé olympique inédit en se classant troisième de l'épreuve du 1 500 m, derrière la Kényane Faith Kipyegon et la Britannique Laura Muir.

### Passage sur route (2023)
Le 23 avril 2023, elle remporte le marathon de Londres en 2 h 18 min 33 s, pour sa première sur cette distance. Sur piste, elle remporte aux championnats du monde de Budapest la médaille d'argent du 5 000 m et le bronze sur 1 500 m. Le 8 octobre, elle dispute et remporte son deuxième marathon à Chicago, battant en 2 h 13 min 44 s le record d'Europe de la distance

### Jeux olympiques de 2024
Lors des Jeux olympiques d'été de 2024, elle gagne deux médailles de bronze sur le 5 000 m (5 août en 14 min 30 s 61) et le 10 000 m (9 août en 30 min 44 s 12) avant de remporter le marathon (11 août), avec un sprint aux côtés de Tigist Assefa, battant à cette occasion le record olympique sur la distance, malgré le dénivelé du parcours, en 2 h 22 min 55 s,.

## Palmarès
| Date | Compétition                        | Lieu                               | Résultat | Épreuve    | Temps            |
| ---- | ---------------------------------- | ---------------------------------- | -------- | ---------- | ---------------- |
| 2013 | Championnats d'Europe de cross     | Belgrade                           | 1re      | Individuel |                  |
| 2014 | Championnats du monde en salle     | Sopot                              | 5e       | 3 000 m    | 9 min 3 s 22     |
| 2014 | Championnats d'Europe par équipes  | Brunswick                          | 1re      | 3 000 m    | 8 min 45 s 24    |
| 2014 | Championnats d'Europe              | Zurich                             | 1re      | 1 500 m    | 4 min 4 s 18     |
| 2014 | Championnats d'Europe              | Zurich                             | 2e       | 5 000 m    | 15 min 31 s 79   |
| 2014 | Ligue de diamant                   | Ligue de diamant                   | 3e       | 1 500 m    | détails          |
| 2014 | Coupe continentale                 | Marrakech                          | 1re      | 1 500 m    | 4 min 5 s 99     |
| 2015 | Championnats d'Europe en salle     | Prague                             | 1re      | 1 500 m    | 4 min 9 s 04     |
| 2015 | Championnats du monde              | Pékin                              | 3e       | 1 500 m    | 4 min 09 s 34    |
| 2015 | Ligue de diamant                   | Ligue de diamant                   | 1re      | 1 500 m    | détails          |
| 2015 | Championnats d'Europe de cross     | Hyères                             | 1re      | Individuel | 25 min 47 s      |
| 2016 | Circuit mondial en salle de l'IAAF | Circuit mondial en salle de l'IAAF | 3e       | 1 500 m    | détails          |
| 2016 | Championnats du monde en salle     | Portland                           | 1re      | 1 500 m    | 4 min 04 s 96    |
| 2016 | Championnats d'Europe              | Amsterdam                          | 2e       | 1 500 m    | 4 min 33 s 76    |
| 2016 | Jeux olympiques                    | Rio de Janeiro                     | 5e       | 1 500 m    | 4 min 11 s 23    |
| 2017 | Circuit mondial en salle de l'IAAF | Circuit mondial en salle de l'IAAF | 2e       | 3 000 m    | détails          |
| 2017 | Championnats du monde              | Londres                            | 5e       | 1 500 m    | 4 min 03 s 34    |
| 2017 | Championnats du monde              | Londres                            | 3e       | 5 000 m    | 14 min 42 s 73   |
| 2017 | Ligue de diamant                   | Ligue de diamant                   | 2e       | 1 500 m    | 3 min 57 s 22    |
| 2018 | Championnats du monde en salle     | Birmingham                         | 3e       | 1 500 m    | 4 min 07 s 26    |
| 2018 | Championnats du monde en salle     | Birmingham                         | 2e       | 3 000 m    | 8 min 45 s 68    |
| 2018 | Championnats d'Europe              | Berlin                             | 1re      | 5 000 m    | 14 min 46 s 12   |
| 2019 | Monaco Run 5km Herculis            | Monaco                             | 1re      | 5 km       | 14 min 44 s (WR) |
| 2019 | Ligue de diamant                   | Ligue de diamant                   | 1re      | 1 500 m    | 3 min 57 s 08    |
| 2019 | Ligue de diamant                   | Ligue de diamant                   | 1re      | 5 000 m    | 14 min 26 s 26   |
| 2019 | Championnats du monde              | Doha                               | 1re      | 1 500 m    | 3 min 51 s 95    |
| 2019 | Championnats du monde              | Doha                               | 1re      | 10 000 m   | 30 min 17 s 62   |
| 2021 | Jeux olympiques                    | Tokyo                              | 3e       | 1 500 m    | 3 min 55 s 86    |
| 2021 | Jeux olympiques                    | Tokyo                              | 1re      | 5 000 m    | 14 min 36 s 79   |
| 2021 | Jeux olympiques                    | Tokyo                              | 1re      | 10 000 m   | 29 min 55 s 32   |
| 2022 | Championnats du monde              | Eugene                             | 4e       | 10 000 m   | 30 min 10 s 02   |
| 2023 | Marathon de Londres                | Londres                            | 1re      | 42.195 m   | 2 h 18 min 33 s  |
| 2023 | Championnats du monde              | Budapest                           | 3e       | 1 500 m    | 3 min 56 s 00    |
| 2023 | Championnats du monde              | Budapest                           | 2e       | 5 000 m    | 14 min 54 s 11   |
| 2023 | Championnats du monde              | Budapest                           | 11e      | 10 000 m   | 31 min 53 s 35   |
| 2023 | Marathon de Chicago                | Chicago                            | 1re      | 42.195 m   | 2 h 13 min 44 s  |
| 2024 | Jeux olympiques                    | Paris                              | 3e       | 5 000 m    | 14 min 30 s 61   |
| 2024 | Jeux olympiques                    | Paris                              | 3e       | 10 000 m   | 30 min 44 s 12   |
| 2024 | Jeux olympiques                    | Paris                              | 1re      | marathon   | 2 h 22 min 55 s  |

## Records
| Épreuve       | Temps                | Lieu         | Date              |
| En plein air  | En plein air         | En plein air | En plein air      |
| ------------- | -------------------- | ------------ | ----------------- |
| 800 m         | 1 min 56 s 81        | Monaco       | 21 juillet 2017   |
| 1 500 m       | 3 min 51 s 95 (AR)   | Doha         | 5 octobre 2019    |
| Mile          | 4 min 12 s 33 (WR)   | Monaco       | 12 juillet 2019   |
| 3 000 m       | 8 min 18 s 49 (AR)   | Palo Alto    | 30 juin 2019      |
| 5 000 m       | 14 min 13 s 42 (AR)  | Londres      | 23 juillet 2023   |
| 10 000 m      | 29 min 6 s 82 (AR)   | Hengelo      | 6 juin 2021       |
| Heure         | 18 930 m (WR)        | Bruxelles    | 4 septembre 2020  |
| 5 kilomètres  | 14 min 38 s          | Zurich       | 17 septembre 2022 |
| 10 kilomètres | 34 min 28 s          | Brunssum     | 1er avril 2012    |
| Marathon      | 2 h 13 min 44 s (AR) | Chicago      | 8 octobre 2023    |
| En salle      |                      |              |                   |
| 800 m         | 2 min 2 s 62         | Apeldoorn    | 28 février 2016   |
| 1 500 m       | 4 min 0 s 46 (NR)    | New York     | 11 février 2017   |
| Mile          | 4 min 19 s 89        | New York     | 11 février 2017   |
| 3 000 m       | 8 min 30 s 76 (NR)   | Birmingham   | 18 février 2017   |